# Ricardo Mejía Berdeja
Ricardo Sóstenes Mejía Berdeja (Torreón, Coahuila; 29 de junio de 1968) es un abogado y político mexicano, miembro del Partido del Trabajo. Fue subsecretario de Seguridad y Protección Ciudadana de 2019 a 2023 y candidato a gobernador de Coahuila en las elecciones estatales de 2023.
Fue miembro del Partido Revolucionario Institucional (donde fue Consejero Político), Partido de la Revolución Democrática y de Movimiento Ciudadano.  Anteriormente se desempeñó como diputado federal de Movimiento Ciudadano por el estado de Guerrero y  local del Partido Revolucionario Institucional en el estado de Coahuila.

## Estudios
Ricardo Mejía es Licenciado en Derecho por la Universidad Iberoamericana (Generación 1985-1989).
Diplomado en Política Gubernamental. Instituto Nacional de Administración Pública - Facultad de Ciencias Políticas y Sociales de la Universidad Nacional Autónoma de México. 1990.
Diplomado en Análisis Político Estratégico. Universidad Iberoamericana en coordinación con la Universidad Complutense de Madrid. 2001-2002.
Tiene experiencia internacional en su formación política participando en seminarios y cursos formativos sobre sistemas políticos, económicos y de gobierno en Estados Unidos, Alemania, Corea del Sur y Brasil.  

## Trayectoria Política

### Inicio en la carrera política (1991-1997)
Ricardo Mejía Berdeja comenzó su carrera política en enero de 1990 como representante de Participación Social y Secretario Auxiliar del director general, en la Dirección General de Participación Social y Orientación Legal de la Procuraduría General de la República.
Posteriormente y siendo miembro del Partido Revolucionario Institucional (PRI), de 1991 y hasta 1995, se desempeña como presidente fundador de la organización nacional de jóvenes “México Nuevo". En este mismo periodo, y para 1993, se convierte en el presidente fundador del Parlamento Nacional de la Juventud, México XXI.
El PRI lo postula como candidato al congreso estatal en el Distrito X de Torreón en 1994 ganando la elección con el 42.06% de los votos y asumiendo como diputado local durante 1994-1996 en la LIII Legislatura del Congreso del Estado de Coahuila, ahí fue Coordinador de la Comisión de Justicia, Presidente de la Mesa Directiva, Coordinador de la Subcomisión para la Reforma Electoral y representante del Poder Legislativo ante el Órgano local Electoral, entre otras actividades. 
Entre 1995 y 1997, fue Secretario General de la Confederación Nacional de Organizaciones Populares (CNOP) en esa entidad. 
Para 1997, renuncia al PRI.

### Otros cargos en la Administración Pública (2000-2005)
En el año 2000 colaboró en la Secretaria de Gobernación en el Gobierno Federal, como asesor del coordinador general de Protección Civil y secretario técnico del Centro Nacional de Prevención de Desastres, áreas en las que participó activamente en el diseño y la concertación para la aprobación de la Ley General de Protección Civil.
Entre noviembre del año 2000 y mayo del 2005 ocupa el cargo de Coordinador de Análisis y Prospectiva en la Secretaría de Gobierno del Estado de Coahuila, donde participó en la elaboración de proyectos de legislación en materia electoral y de transparencia; así como, en la planeación y operación de la política del gobierno estatal.

### Diputado federal (2012-2015)
(con licencia) en la LXII Legislatura, donde ha sido calificado de acuerdo a los indicadores y criterios objetivos de los portales independientes Bordepolitico.com Archivado el 4 de marzo de 2016 en Wayback Machine.  y Atlaspolitico.mx  como el diputado federal con el mejor desempeño legislativo de la Cámara en la LXII Legislatura.

### Diputado local (2015-2018)
Presidente de las Comisiones de Seguridad Pública y la Especial de Seguimiento al Caso Ayotzinapa.

### Secretaría de Seguridad y Protección Ciudadana
Fue subsecretario de Seguridad Pública desde junio de 2019 hasta enero de 2023, designado por el presidente Andrés Manuel López Obrador.

## Trabajo LXII Legislatura
Durante el periodo como diputado federal (2012-2015) fungió como Vicecoordinador del Grupo Parlamentario de Movimiento Ciudadano en la H. Cámara de Diputados y perteneció a las siguientes comisiones: 
Ordinarias
- Secretario de la Junta Directiva de las Comisiones de Energía, Puntos Constitucionales y Vigilancia de la Auditoría Superior de la Federación.
- Integrante de las Comisiones de Vivienda y Competitividad.

Especiales
- Presidente de la Comisión para Indagar el Funcionamiento de las Instancias del Gobierno Federal relacionadas con el otorgamiento de permisos para Juegos y Sorteos.[7]
- Para Revisar el Proceso de Licitación, Emisión del Fallo y su Cancelación, para la Construcción del Tren México – Querétaro.[8]
- De Seguimiento a las Investigaciones relacionadas con los hechos ocurridos en Iguala, Guerrero, a alumnos de la Escuela Normal Rural de Ayotzinapa "Raúl Isidro Burgos"[9]
- De Seguimiento al ejercicio de los Recursos Federales que se Destinen o se Hayan Destinado a la Línea 12 del Metro.[10]

De Investigación
- Sobre los Contratos Celebrados por Petróleos Mexicanos, sus empresas subsidiarias y filiales de 2006 a la fecha.[11]
- Revisión del Funcionamiento de la Comisión Nacional para la Protección y Defensa de los Usuarios de Servicios Financieros, en términos de lo dispuesto en el artículo 93 de la CPEUM.[12]

Formó parte del Comité de Administración, de la Junta de Coordinación Política como titular y suplente; fue representante de la Junta de Coordinación Política de la H. Cámara de Diputados ante el Mecanismo de Protección de Personas Defensoras de Derechos Humanos y Periodistas,  y Consejero del Poder Legislativo ante el Instituto Nacional Electoral por Movimiento Ciudadano.
El 7 de marzo de 2015, solicita licencia al pleno de la Cámara de Diputados.

## Libros y Publicaciones
En enero de 1999 publica el libro “Liderazgo para el Progreso. Coahuila hacia el siglo XXI”.
Desde junio de 2014 es columnista en el portal la Silla Rota.
En diciembre de 2022 publica "Mi lucha contra el moreirato".